# 神山智洋
神山 智洋（かみやま ともひろ、1993年〈平成5年〉7月1日 - ）は、日本のアイドル、タレント、歌手、俳優。男性アイドルグループ・WEST.のメンバー。愛称は、神ちゃん。
兵庫県宝塚市出身。STARTO ENTERTAINMENT所属。

## 来歴
幼少期、『ウルトラマンティガ』で主演を務めていた長野博を見て憧れを抱く。その後『学校へ行こう!』を見ていたことをきっかけにV6を知り、そこからジャニーズに興味を持つようになる。
小学4年生の時、母親の勧めで自ら履歴書を送りオーディションを経て、2004年2月21日にジャニーズ事務所に関西レッスン生として入所し、ジャニーズJr.内ユニットの関西BOY'SやTOP Kidsとして活動する。同期になにわ男子の藤原丈一郎がいる。
2007年8月、Hey! Say! 7 WEST（後の7 WEST）のメンバーとなる。
2014年4月、ジャニーズWESTとしてCDデビューを果たす。
2015年10月25日、「第5回大阪マラソン」に出場し、マラソン初挑戦。膝を痛めながらも6時間37分15秒でゴールしたものの、目標だった4時間以内でのゴールは達成出来なかった。
2018年8月、配信ドラマ『宇宙を駆けるよだか』でメンバーの重岡大毅とともにW主演を務めた。
2020年4月、日本テレビドラマ『正しいロックバンドの作り方』でメンバーの藤井流星とともにW主演を務めた。
2020年10月3日放送の『オールスター感謝祭2020秋』にて、総合優勝を果たした。
2023年12月、公式Instagramを開設した。
2024年3月、WOWOWドラマ『白暮のクロニクル』で連続ドラマ初単独主演を務めた。
2024年11月、『ネイルオブザイヤー2024』を受賞した。

## 人物
5人兄弟の真ん中で6歳上の兄、3歳上の姉、3歳下と9歳下の妹がいる。
姉がダンスをやっていたことをきっかけに5歳からダンスを始め、グループの振り付けを手掛けることもある。また、得たものをグループに還元したいという思いから、それ以外にもギター・ベースなどの楽器演奏をこなし、作詞・作曲も手掛けるトラックメイカーとしての顔もある。ジャニーズグループの中でも歌唱力で高い評価も得ており、2023年7月22日放送の『FNS27時間テレビ 鬼笑い祭』内の「千鳥の鬼レンチャン サビだけカラオケ タッグモード大会」では、同じグループの濵田崇裕と共に挑戦し、ジャニーズ事務所所属者で初めて鬼レンチャンを達成した。
家事が得意で“WESTのオカン”と呼ばれており、料理は中学3年生から始めた。
コンサート衣装のデザイン決めに関わるほどのファッション好きでもある。
2022年時点で犬と猫を飼っており、愛するものに良いものを与えたいという思いからペット用品に高級ブランド品を購入していることを明かしていた。

## 出演
個人での出演のみ記載。グループとしての出演はTOP Kids、7 WEST#出演、WEST.#出演を参照。

### テレビドラマ
- DRAMATIC-J リバーサイド入口（2008年6月、関西テレビ）
  - DRAMATIC-J 僕らのミラクルサマー（2008年8月、関西テレビ） - 淳史 役
- サムライ転校生 〜我ガ道ハ武士道ナリ〜（2009年3月、関西テレビ） - 稲葉知己 役
- DRAMADA-J いつかの友情部、夏。（2009年9月、関西テレビ） - 寺脇浩平 役
- 誰も知らないJ学園 パラレル・スケッチ（2010年、関西テレビ） - 竹内章太 役
- 翼よ!あれが恋の灯だ（2012年2月12日、関西テレビ） - 山下敏夫 役[21]
- SHARK（2014年1月12日 - 3月30日、日本テレビ） - 足立哲平 役
  - SHARK〜2nd Season〜（2014年4月20日 - 7月13日、日本テレビ） - 足立哲平 役
- アゲイン!!（2014年7月21日 - 9月22日、毎日放送） - ヒロ君 役
- 新春時代劇 信長燃ゆ（2016年1月2日、テレビ東京） - 森坊丸 役[22]
- 大貧乏（2017年1月8日 - 3月12日、フジテレビ）- 木暮祐人 役[23]
- 名奉行!遠山の金四郎（2017年9月25日・2018年8月13日、TBS） - 小柴弦之助 役[24][25]
- チート〜詐欺師の皆さん、ご注意ください〜 第2話（2019年10月10日、読売テレビ・日本テレビ） - 神谷零士 役[26]
- 正しいロックバンドの作り方（2020年4月20日 - 6月22日、日本テレビ） - 主演・赤川哲馬 役（藤井流星とW主演）[11]
- 白暮のクロニクル（2024年3月1日 - 5月17日、WOWOW） - 主演・雪村魁 役[27][28]
- ミッドナイト屋台〜ラ・ボンノォ〜（2025年4月12日 - 6月14日、東海テレビ・フジテレビ） - 主演・遠海翔太 役[29]

### 配信ドラマ
- 炎の転校生 REBORN（2017年11月10日配信開始、Netflix） - 主演・カミヤマ駆 役（ジャニーズWESTとして主演）[30]
- 宇宙を駆けるよだか（2018年8月1日配信開始、Netflix） - 主演・水本公史郎 役（重岡大毅とW主演）[10][31]
- ミッドナイト屋台2～ル・モンドゥ～（2025年7月31日〈予定〉 - 、Lemino） - 主演・遠海翔太 役[32]

### 映画
- 寮フェス 〜最後の七不思議〜（2012年3月31日公開、GAGA） - 遠山克己 役
- 忍ジャニ参上! 未来への戦い（2014年6月7日公開、松竹） - 西の忍者・ソラ 役[33]
- 裏社員。-スパイやらせてもろてます-（2025年5月2日公開、松竹） - 主演・宝田 役（WEST.として主演）

### 舞台
- PLAYZONE'07 Change2Chance（2007年9月1日 - 7日、梅田芸術劇場） - ケン 役[34]
- DREAM BOYS（2008年4月4日 - 16日、梅田芸術劇場）[35]
- 少年たち 〜格子なき牢獄〜（2011年9月5日 - 29日、日生劇場）[36] ※8月大阪松竹座公演は7 WESTとして出演
- 滝沢歌舞伎2012（2012年4月8日 - 5月16日、日生劇場）[37]
- ブラッドブラザース（英語版）（2015年2月14日 - 2月28日、東京・新橋演舞場、3月4日 - 15日、大阪松竹座） - 主演・エディ 役（桐山照史とW主演）[38]
- SHINKANSEN☆RX 「Vamp Bamboo burn〜ヴァン・バン・バーン〜」（2016年8月5日 - 7日、サントミューゼ / 8月17日 - 9月18日、赤坂ACTシアター / 10月7日 - 9日、オーバード・ホール / 10月19日 - 31日、フェスティバルホール）[39] - 蛍太郎 役[40]
- オセロー（2018年9月2日 - 26日、新橋演舞場） - イアーゴー 役（今井翼の代役[41]）[42]
- 正しいロックバンドの作り方 夏（2020年8月9日 - 30日、東京グローブ座 / 9月2日 - 8日、梅田芸術劇場シアター・ドラマシティ） - 主演・赤川哲馬/テツ 役（藤井流星とW主演）[43]
- LUNGS（英語版）（2021年11月3日 - 9日、サンケイホールブリーゼ / 12月5日 - 23日、東京グローブ座[注 1]） - 主演[46]
- 幽霊はここにいる（2022年12月8日 - 26日、PARCO劇場 / 2023年1月11日 - 16日、森ノ宮ピロティホール） - 主演・深川啓介 役[47]
- プロデューサーズ（2024年11月8日 - 12月6日、東急シアターオーブ） - 主演・レオ・ブルーム 役（濵田崇裕とW主演）[48][49]

### CM・広告
- 大阪ガス「『とあるマチの物語』シリーズ」（2020年3月 - ） - 重岡大毅、中間淳太と出演[50][51]
- パルグループホールディングス「パルクローゼット」（2024年10月 - ） - アンバサダー[52]

## 作品
| 曲名                | 作詞              | 作曲                                         | JASRAC 作品コード | 名義                    | 収録                                                            | 備考                                                                        |
| ------------------- | ----------------- | -------------------------------------------- | ----------------- | ----------------------- | --------------------------------------------------------------- | --------------------------------------------------------------------------- |
| Evoke               | 神山智洋          | 神山智洋                                     | 233-5507-7        | WEST.                   | アルバム『WESTival』                                            |                                                                             |
| We are WEST!!!!!!!  | 神山智洋          | 神山智洋                                     | 241-7380-1        | WEST.                   | アルバム『WESTV!』                                              |                                                                             |
| Game of Love        | 神山智洋          | 神山智洋                                     | 244-4077-9        | 関西ジャニーズJr.       |                                                                 | 初披露時にはなにわ男子への提供曲と紹介された                                |
| Survival            | 神山智洋          | 神山智洋                                     | 252-2860-9        | WEST.                   | アルバム『W trouble』                                           | オンラインライブ「ジャニーズWEST LIVE TOUR 2020 W trouble」では振付も担当。 |
| ANS                 | 神山智洋 藤井流星 | 神山智洋                                     | 501-6922-0        | WEST.                   | シングル『証拠』〈初回盤B〉                                     | 読みは「アンサー」。                                                        |
| Lovely Xmas         | イワツボコーダイ  | GRP イワツボコーダイ                         | 501-1551-1        | WEST. 重岡大毅 神山智洋 | アルバム『ラッキィィィィィィィ7』〈通常盤〉 - 重岡大毅&神山智洋 |                                                                             |
| GOD DAMN            | 岡嶋かな多        | Command Freaks Christofer Erixon Erik Lidbom | 1L3-9597-1        | WEST. 神山智洋 濵田崇裕 | アルバム『WESTival』〈通常盤〉 - 濵田崇裕&神山智洋              |                                                                             |
| Stray dogs.         | 神山智洋          | 神山智洋                                     | 256-8319-5        | Aぇ! group              |                                                                 |                                                                             |
| KNOCK OUT           | 神山智洋          | 神山智洋                                     | 260-5002-1        | 神山智洋 WEST.          | アルバム『rainboW』〈初回盤B〉 - 神山ソロ                       |                                                                             |
| グッ‼︎とあふたぬ〜ん | 神山智洋          | 神山智洋                                     | 260-5012-9        | WEST.                   | アルバム『rainboW』〈通常盤〉                                   |                                                                             |
| Tomorrow            | 神山智洋          | 神山智洋                                     | 743-9456-8        | WEST.                   | シングル『サムシング・ニュー』〈通常盤〉                        |                                                                             |
| Contrails           | 神山智洋          | 神山智洋                                     | 270-0351-5        | WEST.                   | アルバム『Mixed Juice』〈通常盤〉                               |                                                                             |
| Strike a blow       | 神山智洋          | 神山智洋                                     | 281-2006-0        | WEST.                   | アルバム『POWER』〈通常盤〉                                     |                                                                             |
| BOYFRIEND           | 神山智洋          | 神山智洋                                     | 291-6191-6        | WEST.                   | シングル『絶体絶命/Beautiful/AS ONE』〈初回盤C〉                |                                                                             |
| あなたへ            | 神山智洋          | 神山智洋                                     | 297-2592-5        | WEST.                   | アルバム『AWARD』〈初回盤B〉                                    | 演奏と編曲も担当。                                                          |
| ・                  | WEST.             | 重岡大毅 神山智洋                            | 782-3368-2        | WEST.                   | シングル『ハート/FATE』                                         |                                                                             |

## 振付
ジャニーズWEST

| - Evoke - Drift!! - Survival | - セラヴィ - 微笑み一つ咲かせましょう - Mood |

## 雑誌連載
- 東京ニュース通信社『MG』「神山智洋の音学〜E7(#9)〜」（2020年9月30日 NO.1 - ）[64]